# Fontana di Piazza di Santa Maria Maggiore
Fontana di Piazza di Santa Maria Maggiore är en fontän på Piazza di Santa Maria Maggiore i Rione Esquilino i Rom. Fontänen, som är belägen framför basilikan Santa Maria Maggiores huvudfasad, är ritad av arkitekten Carlo Maderno och invigdes år 1615. Den förses med vatten från Acqua Marcia.

## Beskrivning
Fontänen beställdes av påve Paulus V, som tillhörde ätten Borghese, och utfördes av Carlo Maderno. I mitten av det avlånga brunnskaret bär en baluster upp en vattenskål, från vilken vattnet porlar. Maderno placerade två marmordrakar och två marmorörnar på fontänen; de förstnämnda har sedan dess avlägsnats. Draken och örnen utgör Borgheses heraldiska djur.
Den kannelerade marmorkolonnen bredvid fontänen hämtades år 1613 från Maxentius basilika vid Forum Romanum och restes framför basilikan. Bronsskulpturen Jungfrun och Barnet ritades av Guillaume Berthélot (1570–1648) och göts av Orazio Censore.

## Bilder
| - Närbild. - Påve Paulus V:s vapen. - Kolonnen bredvid fontänen. |

### Webbkällor
- ”Santa Maria Maggiore” (på italienska). Roma Segreta. Arkiverad från originalet den 21 augusti 2021. https://archive.md/xcYe6. Läst 21 augusti 2021.
- ”Fontana di Piazza di Santa Maria Maggiore” (på italienska). info.roma.it. Arkiverad från originalet den 21 augusti 2021. https://archive.md/Wxzz6. Läst 21 augusti 2021.
- Marconi, Nicoletta (2006). ”Machine and Symbol: between Tradition in the Execution and Technical Progress. The Erection of the Marian Column in Piazza Santa Maria Maggiore in Rome (1613–1614)” (på engelska) ( PDF). Proceedings of the Second International Congress on Construction History [Volume 2]. Short Run Press. sid. 2077–2093. Arkiverad från originalet den 21 augusti 2021. https://archive.ph/o3llw. Läst 21 augusti 2021.